# Marianne Zink
Marianne Zink (* 21. Juli 1926 als Marianne Schwarz in Karlsruhe; † 9. Juli 2018) war eine deutsche Schriftstellerin.

## Berufliche Entwicklung
Marianne Zink wirkte zwei Jahre lang als Lehrerin in einer Grund- und Hauptschule. Sie gab den Beruf auf und lebte zuletzt als Hausfrau in dem badischen Ort Keltern.
Marianne Zink war Verfasserin von Erzählungen, Laienspielen und Hörspielen, häufig für ein jugendliches Lesepublikum, sowie von Beiträgen für Elternzeitschriften und den Rundfunk. Ihr Werk ist geprägt vom protestantischen Glauben der Autorin, der auch in der langjährigen Leitung eines Bibelgesprächskreises in Zinks Heimatgemeinde seinen Ausdruck fand.

## Werke
- Der Gast vor der Tür, München 1956
- Der Hauptgewinn, München 1957
- Das Kind, München 1957
- Das Hirtenbrot von Bethlehem, München 1966
- Zwei Zehner für ein Eis und andere Geschichten, Wuppertal 1966
- Regina freut sich wieder, Wuppertal 1967
- Schlüsselkind für einen Tag, Wuppertal 1968
- Der Wind hat vier Räder, Wuppertal 1969
- Nehmet einander an, Rheinkamp-Baerl 1971
- Eine schlimme Sache, Wuppertal 1971
- Ein brauner Geldbeutel, Wuppertal 1973
- Ein Tag mit Matthias und andere Geschichten, Wuppertal 1973
- Ein Brief mit zwei Beinen und andere Erzählungen, Wuppertal 1975
- Wir sind gefragt, Weinheim/Bergstraße 1975
- Abenteuer an der Baustelle und andere Geschichten, Wuppertal 1978
- ‚Miriams beste Freundin‘, ‚Die Rache in der Blockhütte‘ und andere Geschichten, Wuppertal 1983
- Überraschung im Treppenhaus und andere Fragegeschichten, Wuppertal [u. a.] 1988
- Zwölf-Minuten-Geschichten, Wuppertal [u. a.] 1990
- Acht-Minuten-Geschichten, Wuppertal [u. a.] 1992
- Zehn-Minuten-Geschichten, Wuppertal 1999
- Geschichten-Schatz – zum Vorlesen und Selber-Lesen, 2017, Niederbüren, Esras.net, ISBN 978-3-905899-96-2[2]